# デンマーク人の一覧
デンマーク人の一覧（デンマークじんのいちらん）

## ア行
- アグナー・アーラン - 数学者
- アンヌ・ドゥールト・ミキルセン - シンガーソングライター
- ビレ・アウグスト - 映画監督
- イエスタ・エスピン＝アンデルセン - 社会学者
- ハンス・クリスチャン・アンデルセン - 文学者
- ニールス・イェルネ - 免疫学者、ノーベル生理学・医学賞を受賞
- ヨハネス・ヴィルヘルム・イェンセン - 作家
- ヨーン・ウツソン - 建築家。シドニーのオペラハウスをデザインした。
- クリストファー・エカスベア - 画家
- ハンス・クリスチャン・エルステッド - 物理学者・電磁気の発見者
- ヤコブ・エレハマー - 発明家
- アクセル・オルリック - 民俗学者、神話学者
- ヨナス・ヴィンゲゴー - 自転車選手、ツール・ド・フランス総合優勝者。

## カ行
- セアン・カム - ナチス武装親衛隊SS中尉、騎士鉄十字章受章者
- アンナ・カリーナ - 女優
- イェスパー・キッド - 作曲家
- セーレン・キルケゴール - 哲学者
- マルティン・クヌーセン - 海洋学者・物理学者
- ソーレン・クラーク＝ヤコブセン - 映画監督
- トーマス・グラベセン - サッカー選手
- オーレ・キアク・クリスチャンセン - レゴグループ創設者
- ティム・クリステンセン - ミュージシャン・元ディジー・ミズ・リジーのヴォーカリスト
- トム・クリステンセン - レーシングドライバー
- ヘレナ・クリステンセン - スーパーモデル
- エゴン・クリストフェルセン - ナチス武装親衛隊下士官、騎士鉄十字章受章者
- スヴェン・グルントヴィ（英語版） - 民俗学者。
- ニコライ・グルントヴィ - 詩人・教育者
- イェスパー・グレンケア - サッカー選手。
- ミッケル・ケスラー - プロボクサー（現WBA, WBC統一世界スーパーミドル級チャンピオン）
- ニルス・ゲーゼ - 作曲家
- ヤコブ・ゲーゼ - ヴァイオリニスト、作曲家
- ピーター・ゲード - バドミントン選手

## サ行
- ピーター・シュマイケル - サッカー選手
- ニコラウス・ステノ - 地質学のパイオニア
- ベンクト・ストレームグレン - 天体物理学者
- ビャーネ・ストロヴストルップ - 情報科学者

## タ行
- ベアテル・トーヴァルセン - 画家
- ニールス・ラン・ドーキー - ジャズピアニスト、レコードプロデューサー
- ヨン・ダール・トマソン - サッカー選手
- カール・テオドール・ドライヤー - 映画監督
- ラース・フォン・トリアー - 映画監督

## ナ行
- カイ・ニールセン - イラストレーター
- カール・ニールセン - 作曲家
- クルト・ニールセン - テニス選手
- コニー・ニールセン - 女優
- ブリジット・ニールセン - モデル・女優
- アナセン・ネクセー - 作家

## ハ行
- マス・ピーダスン - 自転車選手、2019年の世界選手権自転車競技大会男子ロードレースでデンマーク人として初の世界王者となった
- クラウス・フォン・ビューロー - 法律家
- ヨハネス・フィビゲル - 病理学者、ノーベル生理学・医学賞を受賞
- イェンス・フィンク＝イェンセン - 詩人、作家、写真家、作曲家、建築家
- ニールス・フィンセン - 医学者、ノーベル生理学・医学賞を受賞
- ニコライ・フォルクアーツ - サッカー審判員
- ティコ・ブラーエ - 天文学者
- ニコラス・ペタス - 空手家
- アイナー・ヘルツシュプルング - 天文学者
- ヨハネス・ヘルマース - ナチス武装親衛隊SS中尉、騎士鉄十字章受章者
- アラン・ベンツェン - 卓球選手
- ニールス・ボーア - 物理学者。ユダヤ系

## マ行
- ケビン・マグヌッセン - F1ドライバー
- ヤン・マグヌッセン - 元F1ドライバー
- ニルス・エリク・バンク-ミケルセン - ノーマライゼーションの提唱者
- マッツ・ミケルセン - 俳優
- ラース・ミケルセン - 俳優
- ヨーン・ミッケ - 喫煙用パイプ工芸家
- フレデリック・メーグル - 作曲家

## ヤ行
- イーベン・ヤイレ - 女優
- アルネ・ヤコブセン - 建築家
- イエンス・ペーター・ヤコブセン - 詩人･作家

## ラ行
- ベント・ラーセン - チェスプレーヤー
- オーレ・レーマー - 物理学者
- ビャルヌ・リース - 自転車選手
- クリストファー・クラウゼン・リンデノフ（デンマーク語版） - デンマークの貴族
- ゴッドスクェ・クリストファーセン・リンデノフ（デンマーク語版、英語版） - デンマークの貴族。クリストファー・クラウゼン・リンデノフの子息

## デンマーク系の人物
- エリザ・ドゥシュク - アメリカの女優。母親がデンマーク系。
- グスタフ・ホルスト - イギリスの作曲家
- ヴィゴ・モーテンセン - 俳優。デンマーク系

## 架空の人物
- アムレート（ハムレット）
- フロージ